# Arif Babayev
Pour les articles homonymes, voir Babayev.
Arif Babayev (en azéri : Arif İmran oğlu Babayev), né le 20 février 1938 dans le village de Sarıhacılı (région d'Ağdam, république socialiste soviétique d'Azerbaïdjan, URSS) et mort le 1er août 2025 à Bakou (Azerbaïdjan), est un chanteur azeri de mugham, Artiste du peuple de l’Azerbaïdjan.

## Biographie
Arif Babayev naît au village de Sarıhacılı le 20 février 1938 dans la région d'Ağdam en république socialiste soviétique d'Azerbaïdjan.
Le parcours professionnel d'Arif Babayev commence en 1960. Il étudie à l'Institut national de la culture et de l'art de l'Azerbaïdjan à Bakou. Dans les années 1963-1966, il travaille à la Société philharmonique d’État d’Azerbaïdjan. En 1966, dans la même ville, il collabore au Théâtre national d'opéra et de ballet d'Azerbaïdjan. Dès 1982, il enseigne à l'École secondaire spécialisée de musique Bulbul. Deux ans plus tard, en 1984, il rejoint le Conservatoire d'État d'Azerbaïdjan en tant que premier professeur de mugam.
En 1990, le chanteur reçoit le titre de professeur de mugham. En 2008, à l'occasion de son 70e anniversaire, la Fondation Heydar Aliyev publie un album CD comportant des enregistrements et de photographies reflétant sa carrière.
Dans son travail, les mughams Chur, Seygah, Arazbary et Karabakh Chikestesi occupent une place particulière. Arif Babayev est l'un des représentants éminents de l'école de chant de Karabakh de la seconde moitié du XXe siècle. Il crée un style unique basé sur des traditions portées par des artistes tels que Seyid Chouchinski, Khan Chouchinsky et Zulfu Adiguezalov.
Arif Babayev meurt à Bakou le 1er août 2025 à l’âge de 87 ans.

## Récompenses
- Titre honorifique Artiste émérite de la RSS d'Azerbaïdjan - 10 janvier 1978
- Titre honorifique Artiste du peuple de la RSS d'Azerbaïdjan - 21 mars 1989
- Ordre de Chohrat - 19 février 1998[4]
- Ordre  d’Indépendance - 15 février 2008
- Prix international Platane d’or - 10 mai 2010
- Ordre d'honneur - 20 février 2018